# Albánia adórendszere
Albánia adórendszere a központi állami és önkormányzati helyi adónemek összessége. A legfontosabb bevételi források a személyi jövedelemadó, a társadalombiztosítás, a társasági adó és az általános forgalmi adó. A bevételeket az Adózási Főigazgatóság (Drejtoria e Përgjithshme e Tatimeve) kezeli.
2014-től a személyi jövedelemadó progresszív, a következő három kulccsal:
| Éves jövedelem                 | Adókulcs |
| ------------------------------ | -------- |
| 0 és 30 000 ALL között         | 0%       |
| 30 000 L és 130 000 ALL között | 13%      |
| 130 000 ALL felett             | 23%      |

Ezt megelőzően, 2008-tól kezdve 10%-os egykulcsos adó volt. Az általános forgalmi adó mértéke 20%, kivéve a gyógyászati termékeket, amelyekre 10%.
A nyugdíj- és egészségbiztosítást a munkavállalásból, egyéni vállalkozásból és vezetői tiszteletdíjból származó jövedelmek után kell fizetni, havi minimum 22 000, maximum 95 130 lek után. Nyugdíjbiztosításra a munkavállaló 9,5%-ot fizet, míg a munkáltató 15%-ot. Az egészségbiztosítás mértéke 1,7% a munkavállaló és a munkáltató számára egyaránt. Az egyéni vállalkozó saját maga után 23%-ot fizet nyugdíjra és 7%-ot egészségbiztosításra.
A társasági nyereségadó Albániában egységesen 15%. A 8 millió leknél kisebb forgalmú cégek mentesek az adó alól. Egy cég akkor alanya az albániai társasági adónak, ha a céget Albániában jegyezték be vagy állandó telephelye van Albániában, illetve a céget az országból irányítják és ellenőrzik.

## Fordítás
Ez a szócikk részben vagy egészben  a   Taxation in Albania című angol Wikipédia-szócikk ezen változatának fordításán alapul.  Az eredeti cikk szerkesztőit annak laptörténete sorolja fel. Ez a jelzés csupán a megfogalmazás eredetét és a szerzői jogokat jelzi, nem szolgál a cikkben szereplő információk forrásmegjelöléseként.